# Borcová
Borcová je obec na Slovensku v okrese Turčianske Teplice.

## Historie
První písemná zmínka o obci pochází z roku 1302.

## Geografie
Obec se nachází v nadmořské výšce 449 metrů a rozkládá se na 2,09 km². Populace v obci k 31. prosinci roku 2017 byla 147 obyvatel.